# فيليب فراغيون
فيليب فراغيون (24 يونيو 1964

 في أمبيلي) (بالفرنسية: Philippe Fargeon)‏ لاعب كرة قدم فرنسي معتزل كان يجيد اللعب في مركز المهاجم .
لعب فراغيون في أندية أوكسير (1984-1985) بيلينزونا (1985-1986) بوردو (1986-1988) طولون (1988) سيرفيت (1988-1990) بوردو مجددا (1990-1992) كياسو (1992-1993) .
ساهم فارغيون في تتويج نادي بوردو ببطولة دوري الدرجة الأولى وكأس فرنسا موسم 1986/1987 .
موسم شارك فارغيون مع منتخب فرنسا في 7 مباريات دولية مسجلا هدفين في الفترة من 1987 إلى 1988 .

## روابط خارجية
- فيليب فراغيون على موقع الاتحاد الأوربي (الإنجليزية)
- فيليب فراغيون على موقع قاعدة بيانات كرة القدم.إي يو (الإنجليزية)
- فيليب فراغيون على موقع ناشيونال فوتبول تيمز (الإنجليزية)
- فيليب فراغيون على موقع عالم كرة القدم.نت (الإنجليزية)